# Simone Laudehr
Simone Melanie Laudehr (Regensburg, 21 juli 1986) is een Duits voetbalspeelster. Sinds 2008 speelt Laudehr in de Duitse Bundesliga.
Op de Olympische zomerspelen van Beijing haalde ze met het Duits voetbalelftal een bronzen medaille.
Acht jaar later op de Olympische zomerspelen van Rio de Janeiro behaalde ze de gouden medaille.
In 2015 won Laudehr de Champions League met FFC Frankfurt.

## Statistieken
| Seizoen | Club              | Land      | Competitie | Wedstrijden | Doelpunten |
| ------- | ----------------- | --------- | ---------- | ----------- | ---------- |
| 2008/09 | MSV Duisburg      | Duitsland | FRB        | ?           | 7          |
| 2009/10 | MSV Duisburg      | Duitsland | FRB        | 20          | 8          |
| 2010/11 | MSV Duisburg      | Duitsland | FRB        | 22          | 4          |
| 2011/12 | MSV Duisburg      | Duitsland | FRB        | 17          | 8          |
| 2012/13 | FFC Frankfurt     | Duitsland | FRB        | 8           | 2          |
| 2012/13 | FFC Frankfurt II  | Duitsland | FRB        | 1           | 0          |
| 2013/14 | FFC Frankfurt     | Duitsland | FRB        | 22          | 2          |
| 2014/15 | FFC Frankfurt     | Duitsland | FRB        | 21          | 4          |
| 2015/16 | FFC Frankfurt     | Duitsland | FRB        | 16          | 1          |
| 2016/17 | Bayern München    | Duitsland | FRB        | 7           | 1          |
| 2017/18 | Bayern München    | Duitsland | FRB        | 13          | 4          |
| 2018/19 | Bayern München    | Duitsland | FRB        | 8           | 1          |
| 2018/19 | Bayern München II | Duitsland | FRB 2      | 1           | 1          |
| 2019/20 | Bayern München    | Duitsland | FRB        | 14          | 2          |
| 2020/21 | Bayern München    | Duitsland | FRB        | 7           | 0          |
| Totaal  | Totaal            | Totaal    | Totaal     | 177         | 45         |

Laatste update: november 2020

## Interlands
Laudehr speelde 103 interlands voor het Duits voetbalelftal waarbij zij 26 maal scoorde. Ook speelde ze voor O17, O19, O20 en O21.
Op de WK O19 in 2004 speelde Laudehr ook mee, en scoorde ze in de finale.
Op de Wereldkampioenschappen 2007 speelde Laudehr, waarbij ze scoorde in de gewonnen finale.

## Privé
Laudehr werd geboren in Regensburg. Ze heeft een Roemeense moeder en een Duitse vader.